# Schutterij Eendracht Maakt Macht

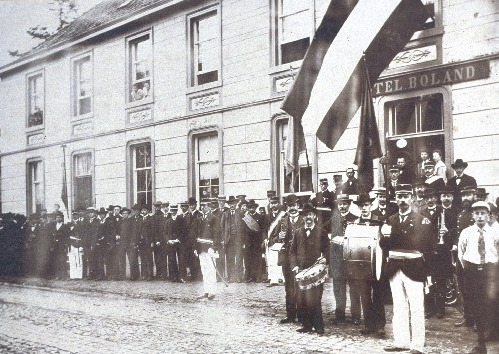
De schutterij met het muziekkorps in 1905, hotel Boland te Dinxperlo

Schutterij Eendracht Maakt Macht (schutterij E.M.M.) is sinds 1837 een schutterij in het Gelderse Dinxperlo in Nederland. Het is de oudste vereniging in de gemeente Aalten.

## Geschiedenis
De schutterij werd in 1837 opgericht, nadat Dinxperlose schutters terugkeerden na deelname aan de Tiendaagse Veldtocht tijdens de Belgische Revolutie. Daar hadden zij deel uitgemaakt van de bestorming van de Citadel van Antwerpen tijdens het Beleg van Antwerpen (1832). Zij waren vertrokken op 24 november 1830 en waren teruggekeerd in augustus van 1834. Zij hadden in Brabant gelegerd gelegen en daar kennis gemaakt met de schuttersfeesten uit die streek. Het was daar de gewoonte om een vaandelhulde aan de pastoor te brengen. In Dinxperlo deed men dat ook, echter dan bij de dominee. Deze traditie werd tot 1872 uitgeoefend. Dat jaar was een nieuwe dominee begonnen, die het gebruik niet op prijs stelde.
Tussen 1909 en 1928 bevond de vereniging zich in een slapende toestand. Toen er in 1928 een tamboer- en pijperkorps werd opgericht werd de schutterij nieuw leven ingeblazen. Op de tweede pinksterdag van 1937 blijkt de schutterij springlevend als in Dinxperlo het eeuwfeest van de vereniging uitbundig gevierd wordt.

De huidige schutterij bestaat uit een vaandeldrager en een tamboerkorps die medewerking verlenen aan onder andere het carnaval, koningsdag, avondvierdaagse, intocht van Sinterklaas. De schutterij heeft contact met Duitse korpsen, zoals Feldmark-West, Lowick, Spork, Mussum, Werth, Liedern en uiteraard Suderwick. De vereniging neemt ook deel aan concoursen. De vendeliers kennen twee afdelingen; de jeugd en de senioren.